# Gastronomía de Shanghái

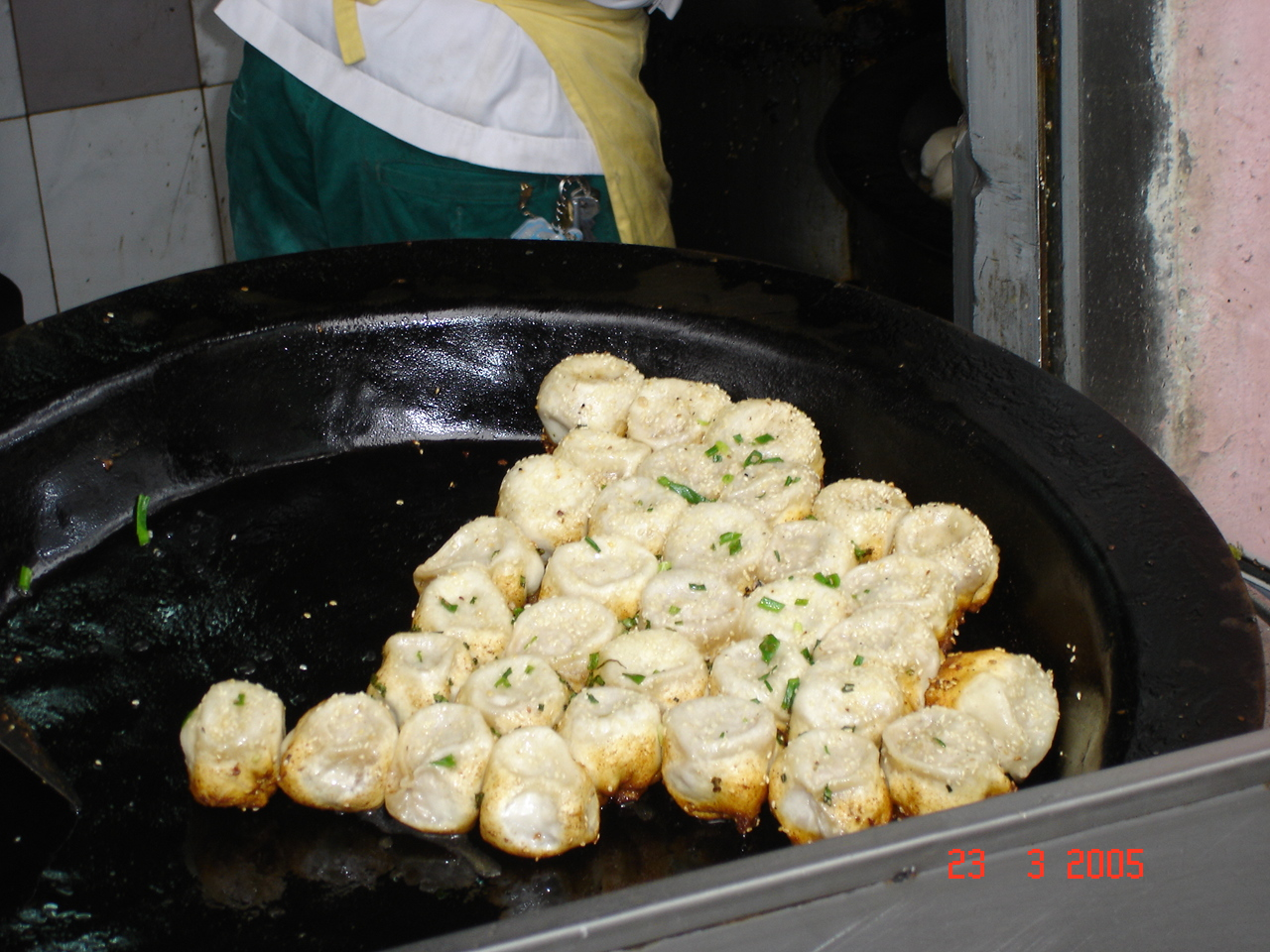
Shengjian mantou, se trata de comida elaborada en las calles de Shanghái.

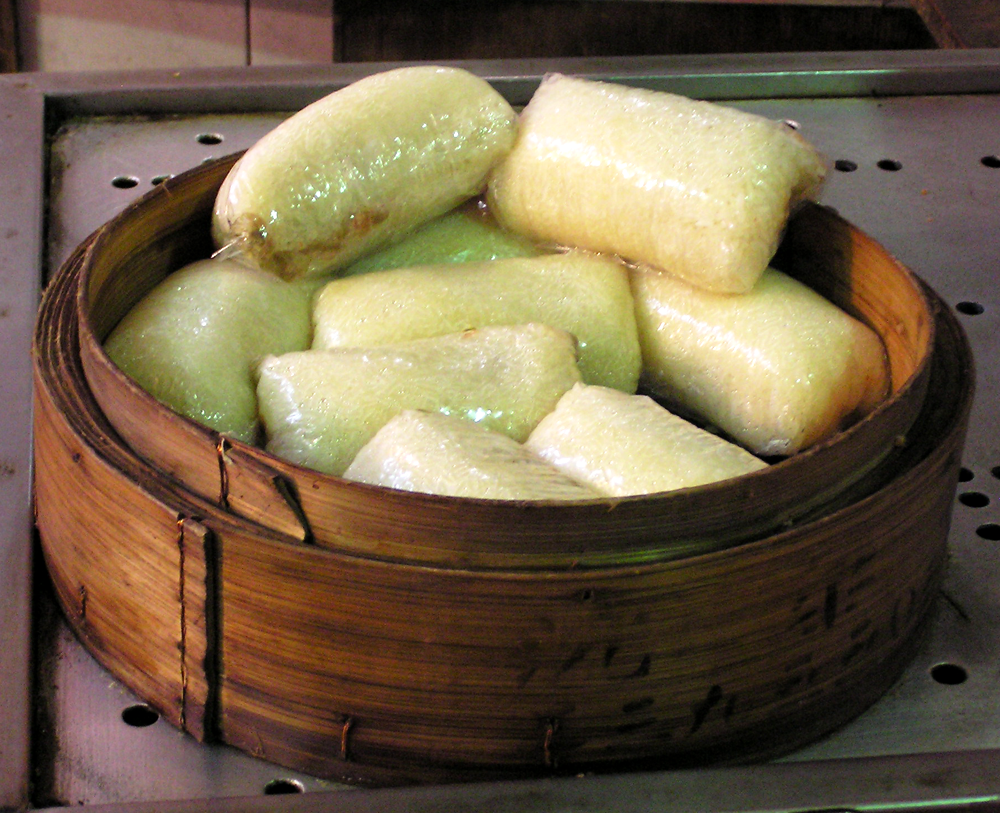
cí fàn tuán (糍饭团) tomado como desayuno.

La Gastronomía de Shanghái (上海菜), conocida también como Hu cai (滬菜, pinyin: hù cài) es una variedad de cocina china, y no sólo circunscrita a la ciudad de Shanghái sino que es muy popular entre los habitantes de China. Se puede decir que no posee una cocina con identidad propia, se trata de un refinamiento o modificación de las gastronomías vecinas de las provincias adyacentes de Jiangsu y Zhejiang. 

## Ingredientes
Lo que se denomina como cocina de Shanghái es un epítome debido al uso del alcohol y del azúcar en la elaboración de muchos alimentos. 
Peces de río como la anguila y otros tipos como carpas, cangrejos y gambas de agua dulce y similares mariscos, y pollo se marinan con diferentes licores antes de cocinarse aunque se pueden servir también crudos. 
La carne en salazón y las verduras preservadas también se emplean frecuentemente en la cocina de Shanghái como acompañamieto de ciertos platos. 
Son comunes los baozis rellenos de carne de cangrejo y de gambas dentro de una masa que se cuece posteriormente. El relleno se condimenta tanto con salsas y especias como con azúcar.
El empleo del azúcar es muy habitual en la cocina de Shanghái y en especial  en combinación con la salsa de soja, la mezcla se emplea como un balance entre los sabores dulces y salados. Los habitantes no nativos no distinguen el empleo del azúcar en algunos platos y acaban mencionando un "ingrediente secreto" sin llegar a saber que se trata del azúcar. El plato más típico que resume esta forma de cocinar son las "costillas agridulces" ("tangcu xiaopai" en Shanghaines).
Para cocinar las carnes existe un estilo de cocina denominado cocción roja muy empleado en la elaboración de carnes y verduras, muy asociado a Shanghái. El "pollo mendigo" ("jiao hua ji" en Shanghaines) es un plato legendario servido con hojas de  loto, cubiertas de yeso, y cocinado al horno, antiguamente  en hornos bajo tierra. El huevo centenario con sabor a jengibre, las albóndigas braseadas y el tofu maloliente son variedades únicas de Shanghái.

## Platos
El Sheng Jian ("Sangji" - en Shanghaines) es uno de los desayunos que puede encontrarse en casi todos los puestos callejeros que venden cerdo asado, donde sirven el mejor xiaolongbao. Estos puestos callejeros venden también otros panecillos como el Shengjian mantou (生煎饅頭, literalmente "panecillo frito") y el Guo Tie (jiaozi frito), todo ello servido con vinagre negro.
Un desayuno típico es el youtiao, una especie de alimento en forma de pan frito hasta que se hace crujiente y que se suele comer en todas partes de China, enrollado con un pancake, y acompañado de leche de soja. Otro desayuno típico es el cí fàn tuán (糍饭团) consumido igualmente con leche de soja.
- Datos: Q1366617
- Multimedia: Cuisine of Shanghai / Q1366617